# Galina Maltsjoegina
Galina Vjatsjeslavovna Maltsjoegina (Cyrillisch: Галина Вячеславовна Мальчугина) (Brjansk, 17 december 1962) is een voormalig atleet uit Rusland.
Op de Meeting de Atletismo Madrid bezit Maltsjoegina het meeting-record op de 200 meter.
In 1993 werd Maltsjoegina wereldkampioene op de 4x100 meter estafette, toen het Russisch estafette-team de gouden medaille pakte op de wereldkampioenschappen atletiek 1993.
Maltsjoegina nam driemaal deel aan de Olympische Zomerspelen, driemaal voor een ander land vanwege het uiteenvallen van de Sovjet-Unie eind jaren 1980.
Op de Olympische Zomerspelen van Seoul in 1988 liep Maltsjoegina de 200 meter, waarbij ze achtste werd. Ook liep ze de 4x100 meter estafette met het Sovjet-team, dat een bronzen medaille behaalde.
Op de Olympische Zomerspelen van Barcelona in 1992 liep ze met het Russisch eenheidsteam op de 4x100 meter estafette, waarbij ze een zilveren medaille behaalde. Ook liep ze de 200 meter, waarbij ze achtste werd in de finale. 
Op de Olympische Zomerspelen van Atlanta in 1996 liep ze voor Rusland de 200 meter en de 4x100 meter estafette.

## Persoonlijke records
Outdoor
| Onderdeel | Resultaat          | Datum        | Plaats          |
| --------- | ------------------ | ------------ | --------------- |
| 100 m     | 10,96 s (+2,0 m/s) | 22 juni 1992 | Moskou          |
| 200       | 22,18 s (+0,9 /m/s | 4 juli 1996  | Sint-Petersburg |

Indoor
| Onderdeel | Resultaat | Datum           | Plaats       |
| --------- | --------- | --------------- | ------------ |
| 50 m      | 6,29 s    | 7 februari 1993 | Grenoble     |
| 60 m      | 7,16 s    | 3 februari 1996 | Tsjeljabinsk |
| 200 m     | 22,41 s   | 13 maart 1994   | Parijs       |

## Privé
Maltsjoegina is de moeder van Russisch olympisch sprintster Joelia Tsjermosjanskaja.
- World Athletics: 14298533

1983 Gladisch, Koch, Auerswald, Göhr · 
1987 Brown, Williams, Griffith-Joyner, Marshall · 
1991 Duhaney, Cuthbert, McDonald, Ottey · 
1993 Bogoslovskaja, Maltsjoegina, Voronova, Privalova · 
1995 Mondie-Milner, Guidry-White, Gaines, Torrence · 
1997 Gaines, Jones, Miller, Devers · 
1999 Fynes, Sturrup, Davis-Thompson, Ferguson · 
2001 Paschke, G. Rockmeier, B. Rockmeier, Wagner · 
2003 Girard, Hurtis-Houairi, Félix, Arron · 
2005 Daigle, Lee, Barber, Williams · 
2007 Williams, Felix, Barber, Edwards · 
2009 Facey, Fraser, Bailey, Stewart · 
2011 Knight, Felix, Myers, Jeter · 
2013 Russell, Stewart, Calvert, Fraser-Pryce · 
2015 Campbell-Brown, Morrison, Thompson, Fraser-Pryce · 
2017 Brown, Felix, Akinosun, Bowie · 
2019 Whyte, Fraser-Pryce, Smith, Jackson · 
2022 Jefferson, Steiner, Prandini, Terry · 
2023 Davis, Terry, Thomas, Richardson